# NGC 5710
NGC 5710 is een elliptisch sterrenstelsel in het sterrenbeeld Ossenhoeder. Het hemelobject werd op 20 april 1792 ontdekt door de Duits-Britse astronoom William Herschel.

## Synoniemen
- UGC 9440
- MCG 3-37-32
- ZWG 104.60
- PGC 52369